# Saint-Coutant-le-Grand
Saint-Coutant-le-Grand è un comune francese di 416 abitanti situato nel dipartimento della Charente Marittima nella regione della Nuova Aquitania.

## Storia

### Simboli
Lo stemma è stato adottato nell'ottobre del 2015.

## Società

### Evoluzione demografica
Abitanti censiti